# Instrument musical

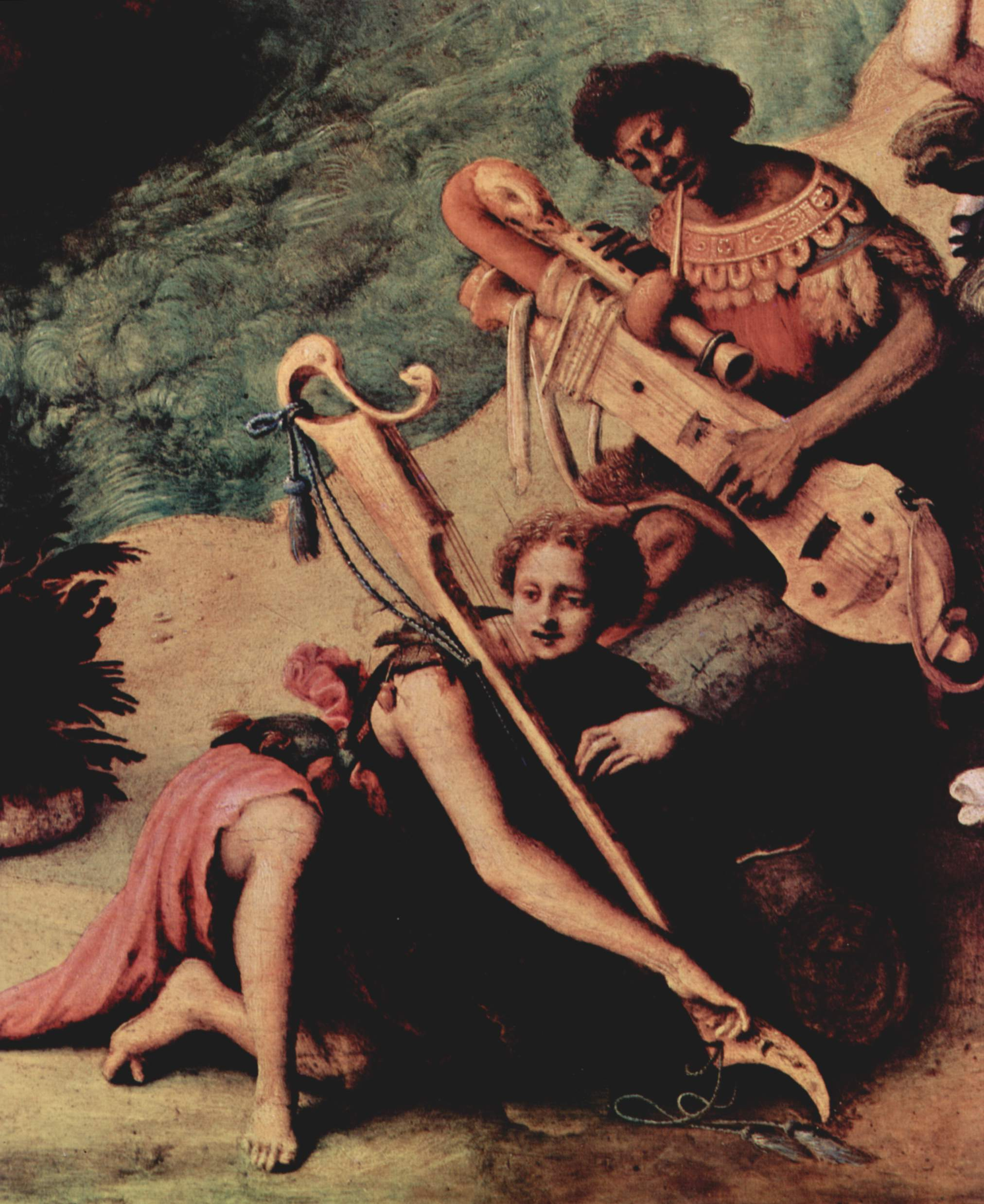
Perseu i Andromeda

Un instrument musical és un artefacte modificat o construït de manera que tingui unes peces que puguin ressonar en ser accionades amb el propòsit de generar música; és un dispositiu creat o adaptat per emetre sons musicals. En principi qualsevol objecte que produeixi so pot servir com a instrument musical, però l'expressió s'aplica generalment a enginys que tenen aquesta utilitat específica; és a través del propòsit que l'objecte es converteix en un instrument musical. Els instruments poden ser de cuir, de fang, de fusta, de metall…
La història dels instruments musicals es remunta als inicis de la cultura humana. Els primers instruments musicals podrien haver estat utilitzats per a realitzar rituals, com una trompeta per assenyalar l'èxit en la caça o un tambor en una cerimònia religiosa. Diverses cultures desenvoluparen creacions tot fent música per a l'entreteniment. Els instruments musicals es van desenvolupar progressivament a partir d'un canvi en la funcionalitat de l'objecte.
La classificació d'instruments musicals forma part d'una disciplina, l'organologia, que estudia els instruments musicals. En els darrers anys s'han proposat diversos sistemes de classificació. Així, poden ser classificats per la manera de ser manipulats, pel material del que estan formats, per la mida, etc.; però el mètode més comú és el de Hornbostel-Sachs, que es basa en els mitjans pels quals es produeix el so.

## Història
La data i l'origen del primer artefacte considerat un instrument musical no està clara. L'objecte més antic que alguns especialistes consideren com un instrument musical és una simple flauta feta amb un os, es remunta a uns 67.000 anys. Hi ha més consens en la datació d'unes flautes de fa uns 37.000 anys. No obstant això, la majoria dels historiadors creuen que la determinació d'un moment específic en què apareixen els primers instruments musicals és impossible a causa de la subjectivitat de la definició i la relativa inestabilitat dels materials utilitzats en la seva fabricació. Molts instruments musicals primerencs estaven fets de pell d'animal, os, fusta i altres materials poc duradors.
Els instruments musicals es desenvoluparen de manera independent en les diverses regions poblades del món. Tot i així, el contacte entre les civilitzacions va permetre una ràpida propagació i adaptació de la majoria dels instruments en llocs allunyats d'on s'originaren. A l'edat mitjana, els instruments propis de Mesopotàmia també eren presents al sud-est d'Àsia; en canvi, a Europa es tocaven instruments similars als existents al nord d'Àfrica. El desenvolupament dels instruments a Amèrica es va produir a un ritme més lent, i les cultures del nord, centre i sud d'Amèrica compartiren els mateixos. Cap al 1400, el desenvolupament dels instruments musicals fou especialment potenciat en el si de la cultura occidental.

## Classificació
Les diferents cultures han emprat diversos esquemes per classificar els instruments musicals. Als països occidentals, el més habitual és distingir entre instruments de corda, de vent i de percussió. Amb tot i això, aquesta és una classificació ambigua i de vegades contradictòria des d'un punt de vista científic.
El cos és la part principal i més prominent d'un instrument que sol coincidir amb la caixa. Als aeròfons, el cos està format per les parts centrals del tub que s'uneixen amb encaixos a la resta de l'instrument. Aquestes parts poden ser movibles i intercanviables.

## Història de les classificacions
L'esquema més antic emprat per a classificar els instruments és xinès, i data del segle iv aC. Agrupa els instruments segons el material de què estan fets: metall, pedra, seda, bambú, terra, fusta, carabassa i pell. Així com l'Orient Llunyà ha mantingut la classificació al llarg dels segles, i encara perdura avui dia, l'Occident ha elaborat propostes diferents.
A l'Antiguitat els instruments es van poder classificar segons diferents criteris, per exemple, segons la funció per a la qual es volien utilitzar: per la guerra, per a l'amor, per al teatre, etc. A l'Edat Mitjana es va donar més importància als instruments de corda que no pas als de percussió, però es mantenia la distinció en funció de per a què es tocava: trompetes, llaüts i timbals per a la noblesa i la cavalleria o flautes i tambors per al poble i la infanteria.
El Renaixement va ser l'imperi dels instruments de vent, al Barroc van prevaldre els que podien fer acords, com el llaüt o el clavicèmbal, i, malgrat que no van aparèixer instruments nous, es van perfeccionar els anteriors. Al llarg dels segles xvii i XIX van aparèixer avenços en la mecànica dels instruments, de manera que van manar els instruments melòdics i el piano.Al segle xx es dona molta importància, sense perdre la que tenen els altres, a la percussió i als instruments musicals electrònics.
Més habitualment, els instruments es classifiquen segons la manera que tenen de produir el so. L'actual sistema occidental que hem esmentat abans (corda-vent-percussió) era emprat a la Grècia antiga, i va mantenir-se durant l'edat mitjana amb l'obra de teòrics com Johannes de Muris. Posteriorment, al segle xvi, Martin Agricola va ampliar aquest esquema, separant els instruments de corda pinçada (com la guitarra) dels de corda fregada (com el violí). Els músics actuals no sempre mantenen aquesta divisió (tot i que tots dos tipus d'instrument s'agrupen per separat a les partitures), però sí que distingeixen entre els instruments de vent amb embocadura, anomenats instruments de metall i els que empren altres dispositius com llengüetes de canya (el clarinet, per exemple) i de doble canya (l'oboè, el fagot, la tenora, el tible), xiulets (el flabiol o flauta dolça), o forats (com la flauta travessera), que s'anomenen de fusta.
Amb tot, aquest sistema continua provocant problemes. Alguns instruments rars o no occidentals no encaixen del tot en una sola categoria, com el serpentó, per exemple. També hi ha problemes per classificar certs instruments de teclat. Per exemple, el piano té cordes, però són colpejades per martells, de manera que no queda clar si s'ha d'incloure en els instruments de corda o en els de percussió. Per això els instruments de teclat es mantenen sovint en una categoria a part, que inclou instruments de corda percudida (com el piano), pinçada (com el clavecí), o sense cordes (com la celesta). Cal dir que amb aquesta categoria afegida, i amb la subdivisió dels vents en fusta i metall, el sistema clàssic de classificació dels instruments se centra més en la tècnica emprada per a tocar-los que no pas en la manera de produir el so.
Un sistema antic d'origen hindú i que data com a mínim del primer segle abans de Crist, divideix els instruments en quatre categories principals: els instruments que produeixen el so mitjançant cordes vibrants; els instruments en què el so es produeix fent vibrar columnes d'aire; instruments de percussió fets de fusta o de metall; i instruments de percussió amb membranes de pell, o tambors. Al segle xix el francès François Auguste Gevaert va adoptar un sistema molt similar a aquest. Victor Mahillon, conservador de la col·lecció d'instruments musicals del conservatori de Brussel·les, va adoptar aquesta classificació per al catàleg del 1888: cordes, vents, tambors i altra percussió. Aquest esquema va servir a Erich von Hornbostel i Curt Sachs per a publicar un nou esquema de classificació a Zeitschrift für Ethnologie el 1914. El seu esquema és àmpliament emprat avui en dia i es coneix com el sistema Hornbostel-Sachs (o sistema Sachs-Hornbostel).
Originalment, el sistema Hornbostel-Sachs classificava els instruments en quatre grups principals: 
- idiòfons, com el xilòfon, que produeixen so vibrant ells mateixos.
- membranòfons, com el bombo, que produeixen el so mitjançant una membrana vibrant.
- cordòfons, com el piano o el violoncel, que produeixen so mitjançant la vibració de cordes.
- aeròfons, com l'orgue o l'oboè, que produeixen el so fent vibrar columnes d'aire.

Una posterior revisió afegí una cinquena categoria: els electròfons, que produeixen el so amb la participació de l'electricitat que n'amplifica la intensitat, com la guitarra elèctrica, o bé amb mitjans electrònics, com el theremin.
Dins de cada categoria hi ha diferents subgrups. Aquest sistema ha estat criticat i revisat al llarg dels anys, però roman àmpliament emprat per etnomusicòlegs i organòlegs.

### Aeròfons o ressonadors d'aire
En aquests instruments, l'aire és el productor principal de so. Alguns exemples en són: les flautes, els clarinets, els oboès, les trompetes i els orgues (instruments de vent fusta i vent metall)
El material pot ser la fusta o el metall (tot i que també se'n fabriquen de plàstic i s'ha experimentat amb altres materials com el cristall o l'argila).
La majoria són de bufada humana, però n'hi ha alguns de manxa mecànica, com l'orgue de tubs i l'acordió.
Quan modifiquem la columna d'aire d'aquests instruments allargant-la o escurçant-la per mitjà de tubs de mides diferents, vàlvules que desvien l'aire per tubs complementaris o forats modifiquem l'altura dels sons. Les embocadures dels aeròfons determinen el seu so. Els de metall tenen un tipus d'embocadura principal, i el que vibra són els llavis de l'instrumentista. En canvi, els de fusta tenen tres tipus d'embocadures diferents, en les quals l'aire es talla en dues parts (bisell) o vibren directament uns cossos flexibles anomenats canyes.
Els aeròfons de metall poden modificar la seva longitud per mitjà de vàlvules o d'una vara.
Al País Basc hi ha un clarinet anomenat albokaque està fet de dos tubs de canya o de fusta, amb una llengüeta batent a l'interior de cada tub, que acaben en una cambra d'aire i un pavelló fet de banya. Un dels tubs té tres forats i l'altre en té cinc. Per tocar-lo cal dominar la tècnica de respiració circular, que consisteix a inspirar l'aire al mateix temps que s'expira.

### Cordòfons o ressonadors de corda
Aquests instruments produeixen el so mitjançant una o més cordes tensades entre dos punts.En són un exemple el violí, la viola, el violoncel, el contrabaix, la guitarra, el piano el banjo o la balalaica. Les cordes poden ser de niló o de fils finíssims de metall entorxats (tot i que antigament s'havien fabricat de crins, vibres vegetals, seda o de tendons i budells d'animals).
Les cordes d'aquests instruments es poden fer sonar de tres maneres diferents: fregant-les amb un arc (violí) o amb una maneta (viella de roda), picant-les amb martells recoberts de roba (piano), o puntejant-les amb els dits, les ungles o una pua (guitarra) o amb un mecanisme (clavicèmbal).
Hi ha una altra manera de fer sonar les cordes que és per simpatia. Aquest fenomen es produeix quan una corda es posa en vibració només per la reacció al rebre les vibracions d'una altra corda que està vibrant.
En el cordòfons el so es modifica escurçant les cordes exercint-hi pressió en el cas dels que tenen un pal o màstil, o bé fent servir cordes de mides diferents com passa a les cítares i als pianos.
A l'Àfrica existeix un instrument de corda que consisteix en un forat a terra tapat amb una tela o placa d'escorça, del centre de la qual parteix una corda que es tensa lligant-la a una branca flexible.

### Membranòfons o ressonadors de membrana
En aquest petit grup d'instruments, el so el produeixen unes membranes tenses que poden ser de plàstic, pell o pergamí. Hi ha tres grups principals; el més nombrós el constitueixen els copejats com els tambors; els fregats com les simbombes, i el bufats com, per exemple, una pinta recoberta per una membrana que vibra en entrar en contacte amb vibracions produïdes per la veu humana.
El kazoo o mirlitó és un membranòfon bufat que sona, contràriament al que indica el seu grup de classificació, no per la bufada, sinó per la vibració de les cordes vocals de l'instrumentista. El da-daiko, un tambor japonès, és un dels més grans del món, el seu diàmetre pot arribar a mesurar un metre i mig i sol estar format per parelles (l'un amb un emblema lunar dibuixat i l'altre amb un emblema solar). La seva situació és vertical i els executants es col·loquen drets davant dels tambors i els copegen amb una maça a cada mà.
A occident, modificar el so dels tambors al mateix temps que es toquen és una innovació, però a l'Àfrica existeix aquesta tècnica des de fa molt temps. El tambor d'aixella africà permet modificar l'altura dels sons per mitjà de la pressió simultània de l'instrumentista.

### Idiòfons o autoressonadors
En aquest cas, el material de l'instrument, elàstic o sòlid, produeix el so sense necessitat d'altres elements de vibració que el mateix instrument (del grec ídios, que significa "propi").
El so es pot generar per tots els procediments que ens puguem imaginar. Alguns exemples d'instruments poden ser: les claus, les castanyoles, les maraques, la matraca, els plats o el xilòfon.
Hi ha idiòfons molt curiosos, com l'eolífon o màquina de vent (una màquina per imitar-lo que consisteix en una roda de fusta que, quan gira, frega una tela tibant), el fuet (dues fustes planes unides en un extrem i copejades), les encluses, fustes de rentar roba tocades amb didals, cadenes, màquines d'escriure, etc.

### Electròfons o ressonadors elèctrics
Aquests instruments musicals han d'amplificar o produir el so a partir del corrent elèctric, que es converteix en so quan es transforma en vibració mecànica per mitjà d'un altaveu. alguns exemples són els sintetitzadors i guitarres elèctriques. Necessiten quatre elements o parts: 
- un productor (mecànic o elèctric)
- un receptor (micròfon)
- un connector (cable)
- emissor (altaveu)

## Classificació

### clàssica
Tradicionalment, els instruments es classifiquen segons la manera que tenen de generar el so:
- De vent: generen el so per mitjà de la vibració de l'aire, normalment en forma de la columna d'aire que tenen a l'interior.
- De corda: generen el so per mitjà de la vibració d'una corda que es frega (el contrabaix), es colpeja (el piano), o es pinça (la guitarra), etc.
- De percussió: generen el so per mitjà de la vibració d'un cos que és colpejat.

### Altres
A aquesta classificació clàssica se'ls hi afegeix les categories de veu, teclats i electrònics.
- De teclat: n'hi ha de vent (orgue), de corda (clavicèmbal), de percussió (piano), o electrònics (sintetitzador) que s'accionen mitjançant un teclat.
- La veu humana: també se la pot considerar un instrument musical. Un cantant genera sons quan l'aire que expulsa dels pulmons fa vibrar les cordes vocals. La freqüència fonamental es controla mitjançant la tensió de les cordes vocals, i el timbre amb la resta de l'aparell fonador.
- Electrònics: en la generació del so hi intervé l'electrònica.

## Classificació de Hornbostel-Sachs
El 1914, Erich von Hornbostel i Curt Sachs van proposar un nou esquema de classificació a Zeitschrift für Ethnologie, basat en una sistemàtica que permetés classificar tots els instruments de totes les cultures del Planeta. El seu esquema és àmpliament emprat avui en dia i es coneix com el sistema Hornbostel-Sachs (o sistema Sachs-Hornbostel).
Segons aquesta classificació els instruments es divideixen en quatre grups:
- Els idiòfons: produeixen el so vibrant ells mateixos.
- Els membranòfons: produeixen el so mitjançant una membrana vibrant.
- Els cordòfons: produeixen el so mitjançant la vibració de cordes.
- Els aeròfons: produeixen el so per mitjà de la vibració de columnes d'aire.

Posteriorment s'hi va afegir un cinquè grup: 
- Els electròfons: en la generació del so hi intervé l'electricitat o bé l'electrònica.